# Анкей (син Посейдона)
Анкей (дав.-гр. Ἀγκαῖος) — персонаж давньогрецької міфології, син Посейдона (або Зевса) і Астіпалеї, правитель лелегів, чоловік Самії, дочки річкового бога Меандра, учасник походу аргонавтів за Золотим руном. Також відомий як Анкей Малий серед аргонавтів на відміну від свого тезки Анкея, прозваного Великим через притаманну тому фізичну силу, якою той поступався лише Гераклу.
По смерті Тіфія аргонавти обрали його керманичем (за іншою версією Тіфія змінив Ергін). Пройшовши через безліч негараздів і небезпек, Анкей повернувся додому, в свій палац, дивуючись старому передбаченню, що йому ніколи не випити вина з того винограду, який народить посаджена ним перед відплиттям «Арго» лоза. У день повернення Анкея його слуга вже зібрав перші грона і приготував чудовий напій. Анкей наповнив молодим вином кубок і покликав віщуна, щоб при ньому спростувати «нездійснений» прогноз. Віщун відповів: «Вино не в роті, поки губ не витер!». У цей момент вбіг слуга Анкея з криком: «Пане, дикий вепр псує твій виноградник!». Анкей відставив незайманий кубок, схопив рогатину і побіг. Вепр, що причаївся в кущах, зненацька напав на нього і вбив.